# Pic de Guerossos
El Pic de Guerossos és una muntanya de 2.734 metres que es troba al municipi de Lladorre, a la comarca del Pallars Sobirà.